# Golf de Toulouse-Seilh
Le golf de Toulouse-Seilh est un golf français situé sur la commune de Seilh près de Toulouse.

## Les parcours
Le Golf de Toulouse-Seilh est constitué de deux parcours dans 146 hectares de verdure. 
- Un parcours rouge de 18 trous, Par 72, Slope 136, longueur 6331 m
- Un parcours jaune de 18 trous, Par 64, Slope 109, longueur 4174 m

À noter le 17 du parcours rouge qui a la réputation d'être le trou comptant le plus de bunkers d'Europe

## Les compétitions
L'Open international de Toulouse est aujourd'hui la principale compétition du club.
Footgolf étape de la Footgolf Cup 2015